# 金子之
金子之（かねここれ、1934年6月4日 - 2015年9月15日）は、画家、イラストレーターである。

## 略歴
- 1934年 - 東京都新宿区に生まれる。
- 1951年 - 一線美術群馬展出品　入賞
- 1951年 - 群馬県展出品　毎日新聞社賞受賞
- 1952年 - 全国学生油絵コンクール出品　入賞
- 1953年 - 田園調布純粋美術研究室にて猪熊弦一郎に師事
- 1953年 - 独立美術協会展出品(1956年まで継続)
- 1958年 - 日比谷ギャラリーにて二人展
- 1958年 - 日本アンデパンダン展出品
- 1958年 - 読売アンデパンダン展出品(1963年まで継続)
- 1959年 - エコール・ド・トーキョー展出品
- 1960年 - 銀座サトウ画廊にて二人展
- 1960年 - 銀座村松画廊にて「グループ鋭」展出品
- 1961年 - 第1回個展（銀座檪画廊）
- 1958年 - 読売アンデパンダン展出品(1963年まで継続)
- 1963年 - エコール・ド・トーキョーロサンゼルス展出品
- 1964年 - 第２回個展（銀座檪画廊）
- 1963年 - 2015年に死去するまで生涯に渡ってイラスト、デザインを手掛け、童画を中心に「児童福祉週間」ポスター、児童図書など原画制作
- 1991年 - ぐんまこどもの国児童会館にて第1回童画展開催
- 1991年 - ぐんまこどもの国児童会館壁画モニュメント制作
- 1991年 - 青山こどもの城にて第２回童画展開催
- 1992年 - 渋谷東邦生命ビルギャラリーにて第三回童画展開催
- 1998年 - NTT山梨支店（甲府）ギャラリーにて第４回童画展開催
- 1999年 - ぎゃらりい春原（長野県諏訪郡富士見町）にて個展開催
- 1999年 - NTT山梨支店（甲府）ギャラリーにて個展開催
- 2000年 - 清里ポーセリンミュージアムにて個展開催
- 2000年 - 長野県富士見高原病院内に、風景画他約70点の作品を展示、現在も継続
- 2001年 - ぎゃらりい春原（長野県諏訪郡富士見町）にて個展開催
- 2002年 - みやま上庄館イベントホールにて絵画展開催
- 2012年 - 鎌倉はーとふぃーるどにて、妻法子と二人展開催
- 2015年 - 自宅にて永眠（享年81歳）

## 手掛けた主なイラスト、デザイン
- 月刊 児童手当 表紙(23年間)
- 季刊 HAHAOYA CULB 表紙(16年間)
- 月刊 こどもの栄養 表紙(32年間)